# Зібер-Шумова Надія Олімпіївна
Надія Олімпіївна Зібер-Шумова (7 (19) травня 1856, Ростов, Ярославська губернія — 11 травня 1916, Санкт-Петербург) — російська вчена, хімік, дружина М. І. Зібера. Перша в Росії жінка — професор біохімії, зробила суттєвий внесок у становлення та розвиток цієї науки. Довгий час співпрацювала з М. В. Ненцьким: спочатку в Бернському університеті в Швейцарії, а потім в Імператорському інституті експериментальної медицини в Санкт-Петербурзі.

## Життєпис
Надія Олімпіївна Шумова народилася 7 (19) травня 1856 року в Ростові. Дитинство її пройшло в Санкт-Петербурзі. Закінчивши Маріїнську гімназію, вона вступила на Володимирські вищі жіночі курси в Петербурзі, де навчалася до 1875 року. Під керівництвом О. М. Бутлерова Надія займалася якісним і кількісним аналізом у приватній хімічній лабораторії, після чого успішно склала іспити з курсу неорганічної та органічної хімії.
Надія прагнула здобути вищу медичну освіту, однак у Росії жінці це було неможливо. Тому вона поїхала в Європу, де навчалася спочатку в Гейдельберзькому університеті, а потім в Колеж де Франс. Згодом до неї приєдналася її сестра Катерина.
1874 року Надія Шумова повернулася в Росію та вийшла заміж за М. І. Зібера, на той час доцента кафедри політичної економії і статистики університету Св. Володимира в Києві. Коли чоловік вийшов у відставку, вона переїхала разом з ним у Швейцарію, де продовжила вивчати медицину в Бернському університеті. Вже в студентські роки вона мала наукові публікації, а 1880 року здобула ступінь доктора медицини.
1877 року Надія Зібер-Шумова приєдналася до дослідницької групи Марцелія Вільгельмовича Ненцького, який очолював відділення біохімії в Бернському університеті й був серед перших дослідників мікроорганізмів. Їхня співпраця тривала аж до смерті Ненцького 1901 року. Самостійно або у співавторстві з Ненцьким Надія Зібер-Шумова написала понад 30 робіт з хімії і біохімії. Особливо важливою була їхня спільна робота над дослідженням пігменту крові геміну в рамках тривалих досліджень продуктів розпаду геміну, здійснюваних Ненцьким. Спільні публікації Ненцького і Зільбер-Шумової були серед перших з цієї теми. Крім того, вони спільно розробили метод виявлення уробіліну в сечі, який згодом отримав назву «проба Ненцького—Зібер». М. В. Ненцький також працював з похідним сечової кислоти — індолом — і разом з Зібер-Шумовою запропонував спосіб отримання оксикетонів з жирних кислот і фенолів. Після чотирьох років роботи в лабораторії Ненцького Надію Зібер-Шумову призначили асистентом з фізіологічної хімії Бернського університету, вона стала першою жінкою, що зайняла штатну посаду в цьому університеті.
1891 року Марцелія Ненцького запрошено до Санкт-Петербурга, де він очолив фізіолого-хімічне відділення Імператорського інституту експериментальної медицини (нині Інститут експериментальної медицини). Зібер-Шумова, яка на той час овдовіла, увійшла до числа старших співробітників Ненцького. Після того, як вона подала прохання на ім'я Олександра III про прийняття на службу, її зарахували на посаду помічника завідувача відділу. 1892 року Надія Зібер-Шумова брала участь у плануванні та оснащенні інститутської лабораторії, в якій потім проводилися дослідження з фізіологічної хімії. Результати досліджень вона нерідко представляла на засіданнях Товариства російських лікарів. 1895 року за роботу зі створення протидифтерійного щеплення Надія Зібер-Шумова отримала премію в розмірі тисячі рублів.
У 1890-х роках, у період численних епідемій, у Росії намагались організувати систему охорони здоров'я та санітарного нагляду. 1892 року Ненцький і Зібер-Шумова брали участь у дослідженнях, які стосувалися епідемії холери. У пошуках легкодоступних антисептиків вони досліджували лікувальні властивості соснової живиці. Пізніше, у 1895 і 1898 роках, Надія Зібер-Шумова брала участь в експедиціях на Кавказ, метою яких була боротьба з чумою рогатої худоби. Звіт про експедиції опубліковано в липневій книжці «Архіву ветеринарних наук» за 1886 рік. Крім того, Зібер-Шумова зробила доповідь про результати експедицій на засіданні Товариства російських лікарів, після чого її обрали його почесною членом.
Після смерті Марцелія Ненцького Надію Зібер-Шумову призначено завідувачкою хімічного відділу, а 1912 року вона стала першою жінкою, яка отримала права дійсного члена інституту (всупереч наявному в статуті інституту положенню, яке не передбачало присвоєння такого звання жінкам). 1906 року вона, спільно з професором М. П. Симановським, заснувала в маєтку Зорька Новгородської губернії жіночу гімназію в пам'ять своєї сестри, лікаря К. О. Шумової-Симановської і призначила стипендії учням (серед яких були як селянські, так і міські дівчата, а також діти дворян). Крім того, в цьому ж маєтку вона облаштувала сільську лікарню з лабораторією.
Після початку Першої світової війни Надія Олімпіївна Зібер-Шумова брала участь в організації лазарету для поранених і майстерень, в яких шили білизну воїнам. 1915 року важка злоякісна хвороба крові змусила її злягти в ліжко. Вона померла 11 травня 1916 року і похована на Тихвінському цвинтарі Олександро-Невської лаври.

## Наукова робота
Надія Зібер-Шумова писала й публікувала наукові статті принаймні до початку Першої світової війни. Її роботи, зокрема написані у співавторстві з Ненцьким, стосуються хімічного складу різних пігментів тварин тканин, барвників крові та їх похідних, оксидаз та інших ферментів, біології бродіння і гниття, хімічного складу бактерій, токсинів і антитоксинов, патогенності мікроорганізмів тощо. Статті, написані до 1901 року, увійшли до складу підготовленої та виданої Зібер-Шумовою посмертної збірки праць Ненцького (Marceli Nencki Opera omnia, Брауншвейг, 1904); наступні друкувалися в «Zeitschrift für Physiologische Chemie» і «Російському лікарі». Ймовірно, в період до 1901 року Зібер-Шумова написала більше робіт у галузі хімії, ніж будь-хто серед науковців-жінок. Одним із підтверджень вагомості її внеску в науку є прижиттєва публікація її біографії в Енциклопедії Брокгауза і Єфрона.
Крім власної наукової діяльності, Н. О. Зібер-Шумова багато робила для подальшого розвитку науки, зокрема за рахунок коштів, успадкованих нею від дядька. 1907 року вона заснувала Премію імені М. В. Ненцького, яка щорічно присуджувалася кращому досліднику-практиканту Хімічного відділу. Це був перший в історії російської науки грант, призначений для підтримки молодих дослідників. 1909 року вона пожертвувала польському Товариству біологічних досліджень 50 000 рублів на організацію науково-дослідної установи імені М. В. Ненцького і заповіла майбутньому інституту частину своєї особистої бібліотеки.
Надія Олімпіївна Зібер-Шумова також керувала науковою роботою низки практикантів Хімічного відділу — майбутніх дослідників, лікарів і професорів. Серед них Р. Р. Вреден, О. В. Кондратович, М. В. Черноруцький, М. С. Маслов, С. І. Метальников, Ф. Я. Чистович, О. І. Ющенко.